# Society for News Design
Die Society for News Design (SND) ist eine internationale professionelle Organisation mit über 2600 Mitgliedern in 50 Ländern. Sie wurde am 22. Mai 1979 als gemeinnützige Gesellschaft in Pennsylvania (USA) gegründet. Hauptsitz ist Orlando im US-Bundesstaat Florida. Sie setzt sich zusammen aus Redakteuren, Verlegern, Designern, Beratern, Infografikern, Art-Direktoren, Fotografen, Layoutern, Werbegrafikern, Website-Designern, Studenten und Professoren.

## Gründer
Die Direktoren der SND im Gründungsjahr waren Richard Curtis (The (Baltimore) News-American), Roger Fidler (Knight-Ridder Newspapers), Sara Giovanitti (The Boston Globe), Dave Gray (The Providence Journal), Robert Lockwood (The Allentown Call) und Rolf Rehe (Herron School of Art). Rehe, einziger deutscher Teilnehmer der Gründungszeit, ist ein international tätiger Mediendesigner, dessen Arbeit ihn bisher in 32 Länder auf allen Kontinenten geführt hat. Zu seinen Neugestaltungen gehören vor allem Tageszeitungen in den USA, Südamerika und in vielen Ländern Europas. Der Name der Gesellschaft wurde 1982 in Society of Newspaper Design geändert und 1997 wiederum in Society for News Design. Zu den namhaften Mitgliedern der SND gehört unter anderem Mario Garcia, eine Mediendesigner, der in Deutschland durch die Umgestaltung (das Redesign) der Hamburger Wochenzeitung „Die Zeit“ von sich reden machte.

## Organisation
Organisiert ist die SND in 19 regionalen Sektionen in Nordamerika. Darüber hinaus gibt es verschiedene europäische Sektionen: in Spanisch sprechenden Ländern (SNDlatina), in Französisch sprechenden Ländern (SND-FR), in Skandinavien (SND/Scandinavia), in Estland (News Design/Estonia) und in deutschsprachigen Ländern (SND-DACH).

## Society for News Design – Deutschland, Österreich, Schweiz (SND DACH)
Die deutschsprachige Sektion der SND hat den Namenszusatz DACH, was für die Kfz-Nationalitätszeichen D für Deutschland, A für Austria/Österreich und CH für Confoederatio Helvetica/Schweiz steht. Beim SND-Kongress 1999 in Kopenhagen fanden sich einige Designer aus Deutschland, Österreich und der Schweiz zusammen (u. a. Hans Peter Janisch (D), Michael Stoll (D) und Rolf Rehe (A)), und beschlossen, auch im deutschsprachigen Raum aktiv zu werden. SND/DACH folgte damit dem Beispiel skandinavischer und spanischer Aktivitäten mit regelmäßigen Meetings, Workshops und Seminaren außerhalb der bis dahin dominierenden USA. Beim vierten Treffen wurde sie am 4./5. Mai 2001 in Wien als gemeinnütziger Verein gegründet. Gastgeber der Gründungsversammlung war die Austria Presse Agentur (APA). Im Jahr 2007 dann wurde der SND/DACH als „SND/DACH Society for News Design in Deutschland, Österreich und der Schweiz e. V.“ als eingetragener Verein mit Sitz in Frankfurt am Main gegründet. Nachdem sich dann im Jahr 2018 für den abtretenden Vorstand keine Nachfolger finden ließen, wurde der deutsche Verein liquidiert. Ein paar ehemalige Mitglieder wollten aber den Verein nicht einfach so aufgeben, weshalb Tobias Peier, Michael Adams und Sven Gallinelli den Verein in der Schweiz neu gegründet haben. Dabei handelt es sich um einen rechtlich eigenständigen und unabhängigen Verein.

## Internationaler SND-Kongress 2014 in Frankfurt am Main
Vom 25. bis 27. September 2014 – nicht einmal zwei Wochen vor der Frankfurter Buchmesse – begrüßt die Society for News Design alle Teilnehmer des 36. internationalen News Design Kongresses in den Räumen der Industrie- und Handelskammer Frankfurt am Main und endet mit der Preisverleihung „World’s Best-Designed Newspapers“ am Samstagabend in festlichem Ambiente.

## Publikationen
Design: Das vierteljährlich erscheinende Magazin Design (in Englisch) informiert über die neuesten Trends im Zeitungsdesign und gibt Tipps über Technologie, Typografie und Design-Techniken.
Best of Newspaper Design: Das Jahrbuch „Best of Newspaper Design Competition“ – durchgängig in Farbe – stellt auf nahezu 1000 Abbildungen an die 150 Zeitungen aus aller Welt vor. Die aktuelle 23. Ausgabe des Jahrbuches – erschienen am 30. Dezember 2005 – umfasst 272 Seiten (ISBN 1-592-53169-5).
Gazette Europe: Eine vierteljährlich erscheinende PDF-Zeitung mit Schwerpunkt zu Designthemen aus Europa.
Gazette: Eine vierteljährlich erscheinende PDF-Zeitung mit Schwerpunkt zu Designthemen aus der deutschsprachigen Region.

## Designwettbewerb
Jährlich veranstaltet die SND einen Designwettbewerb. Er wird zusammen mit der S. I. Newhouse School of Public Communication (USA) durchgeführt. Die Auswahl findet jedes Jahr im Februar statt. Die Überreichung der Auszeichnungen erfolgt auf dem Jahreskongress der SND, der immer im Herbst stattfindet. Deutsche Preisträger waren u. a. Die Zeit als Best designed Newspaper, die Frankfurter Allgemeine Sonntagszeitung (FAS) und Der Tagesspiegel.
Siehe dazu auch: European Newspaper Award; Newsdesign